# Toshio Yamane
Pour les articles homonymes, voir Yamane.
Toshio Yamane (山根 敏郎, Yamane Toshio), né le 29 juin 1953 à Fukushima, est un photographe japonais connu pour ses représentations de la juxtaposition de structures artificielles sur la topographie naturelle.

## Biographie
Yamane naît le 29 juin 1953 dans  ce qui est à présent la ville d'Iwaki, préfecture de Fukushima au Japon. Il étudie la littérature allemande à l'université Sophia dont il sort diplômé en 1977 et travaille ensuite auprès du  Asahi Shinbunsha (éditeur du Asahi Shimbun) jusqu'en 1988, quand il se met à son compte.
Les photographies en couleur de Yamane du front de mer de la baie de Tokyo, prises sur film 4x5 film sont exposées au Salon Nikon en 1986, à la Gallery Min en 1989 et publiées sous forme de livre intitulé Front en 1991. Le livre vaut à Yamane de remporter un prix dans la catégorie « espoirs » lors de la 22e édition du prix de la Société de photographie du Japon en 1992.
Les photographies de Yamane sont présentées avec celles de Yūji Saiga, Naoya Hatakeyama et Norio Kobayashi dans une exposition, Land of Paradox, qui parcourt les États-Unis en 1996-97.

## Livres
- Ashiya City Museum of Art and History (芦屋市立美術館?), Ashiya-shi Bijutsukan). Rando obu paradokkusu (ランド・オブ・パラドックス?) / Land of Paradox. Kyoto: Tankōsha, 1997.  (ISBN 4-473-01549-1).
- Front.  Tokyo: Jōhō Sentā Shuppankyoku, 1991.  (ISBN 4-7958-0563-6). Consacré à l’œuvre de Yamane.
- Fuku, Noriko, ed. Land of paradox: Yuji Saiga, Naoya Hatakeyama, Norio Kobayashi, Toshio Yamane. Daytona Beach, Fla: Daytona Beach Community College, 1996.  (ISBN 1-887040-16-1). Catalogue d'une exposition montrée aux E.U.

## Sources
- (ja) Shashinshū o yomu: Besuto 338 kanzen gaido (写真集を読む：ベスト338完全ガイド?), Reading photobooks: A complete guide to the best 338). Tokyo : Metarōgu, 1997.  (ISBN 4-8398-2010-4).
- Yamane Toshio (山根敏郎?). Nihon shashinka jiten (日本写真家事典?) / 328 Outstanding Japanese Photographers. Kyoto : Tankōsha, 2000.  (ISBN 4-473-01750-8). p. 321. (ja). En dépit du titre alternatif en anglais, tout le texte est en japonais.